# Navadna tisa
Navadna tisa (znanstveno ime Taxus baccata) je iglavec iz družine tisovk, ki je v Sloveniji zavarovana rastlina od leta 1976.

## Opis
Navadna tisa je počasi rastoče drevo, ki v višino doseže med 10 in 15 metrov in ima sprva široko stožčasto, kasneje pa kupolasto krošnjo. Prenese velika temperaturna nihanja in nizke temperature ter močno obrezovanje, zaradi česar je priljubljeno okrasno drevo ter drevo za žive meje. Je izrazito sencovzdržna vrsta. Ima rdečkasto lubje, suličaste, sploščene, temnozelene liste dolžine 1–4 centimetrov in širine 2–3 milimetre, spiralno urejene na deblu, baze listov pa so zasukane, tako da se listi na vsaki strani stebla uredijo v vrsto.
Storži so močno preobraženi. Vsak vsebuje posamezno seme dolžine 4–7 mm in ga obdaja preobražena luska, ki se razvije v aril, tj. mehak, svetlordeč jagodičast, na enem koncu odprt mesnat ovoj dolžine 8–15 mm. Arili dozorijo v 6–9 mesecih po oprašitvi, nato pa jih pozobajo drozgi, pegami in druge ptice, ki nato z blatom raztrosijo v trdem ovoju nepoškodovana semena.. Moški storži so zaobljeni, premera 3–6 mm in sipajo pelod zgodaj spomladi.  

## Lastnosti
Tisovina je trd, žilav, vendar elastičen les. Zaradi te lastnosti se je že od kamene dobe dalje tisa uporabljala za izdelavo orožja, zlasti lokov, puščic in samostrelov, kasneje pa tudi pohištva.
Vsi deli rastline so strupeni razen mesnatega rdečega ovoja semena. Glavni toksin v navadni tisi je alkaloid taksin, poleg tega pa rastlina vsebuje tudi efedrin. Rastlina ostane toksična tudi, ko je posušena, z izhlapevanjem vode pa se njena toksičnost celo povečuje. Znaki zastrupitve se kažejo v slabosti, bruhanju, driski, motnjah srca in krvnega obtoka, okvarah jeter in ledvic. Ob zaužitju prevelike količine alkaloidov lahko nastopi smrt zaradi zadušitve.
Konji so med vsemi živalmi najmanj odporni na taksin. Zanje je smrtni odmerek že med 200–400 mg/kg telesne mase. Krave, prašiči in ostale domače živali so nekoliko bolj odporne na taksin.

### Zdravilne lastnosti
V preteklosti so poparek iz tisinih vejic uporabljali kot zdravilo proti steklini, glistam, padavici, davici in vnetju mandljev. Nekatere ženske so pripravke iz tise jemale kot abortiv, vendar so se take uporabe večkrat končale tudi s smrtnim izidom. Nedavno so v iglicah in skorji tise odkrili zdravilo proti nekaterim vrstam raka.

## Največje in najstarejše tise v Sloveniji
Nad Solčavo, na Šturmovem hribu, pri obnovljeni Hribarjevi domačiji pod Hribarsko zijalko, raste na ozkem gozdnatem grebenu druga največja navadna tisa v Sloveniji. Prav zaradi izpostavljene lege jo je pogosto zadela strela in ji odbila vrh. V preteklosti so jo izkoriščali tudi ljudje za cvetnonedeljske butare in nagrobne vence. Drevo ima obseg 240 cm, visoko pa je 9 m. Starost ocenjujejo med 500 in 700 let. Zaradi izjemnih dimenzij je ta tisa razglašena za naravni spomenik. 
Največja tisa v Sloveniji, t.i. »Hieronimova tisa«, raste v vasi Strane pri Postojni in je prav tako zaščitena.